# سیارک ۵۳۸۶
سیارک ۵۳۸۶ (به انگلیسی: 5386 Bajaja، نامگذاری:1975TH6) پنج هزار و سیصد و هشتاد و ششمین سیارک کشف شده‌است که در ۱ اکتبر ۱۹۷۵ کشف شد.
قدر مطلق سیارک برابر ۳۲.۳ است.